# Aldo Haïk

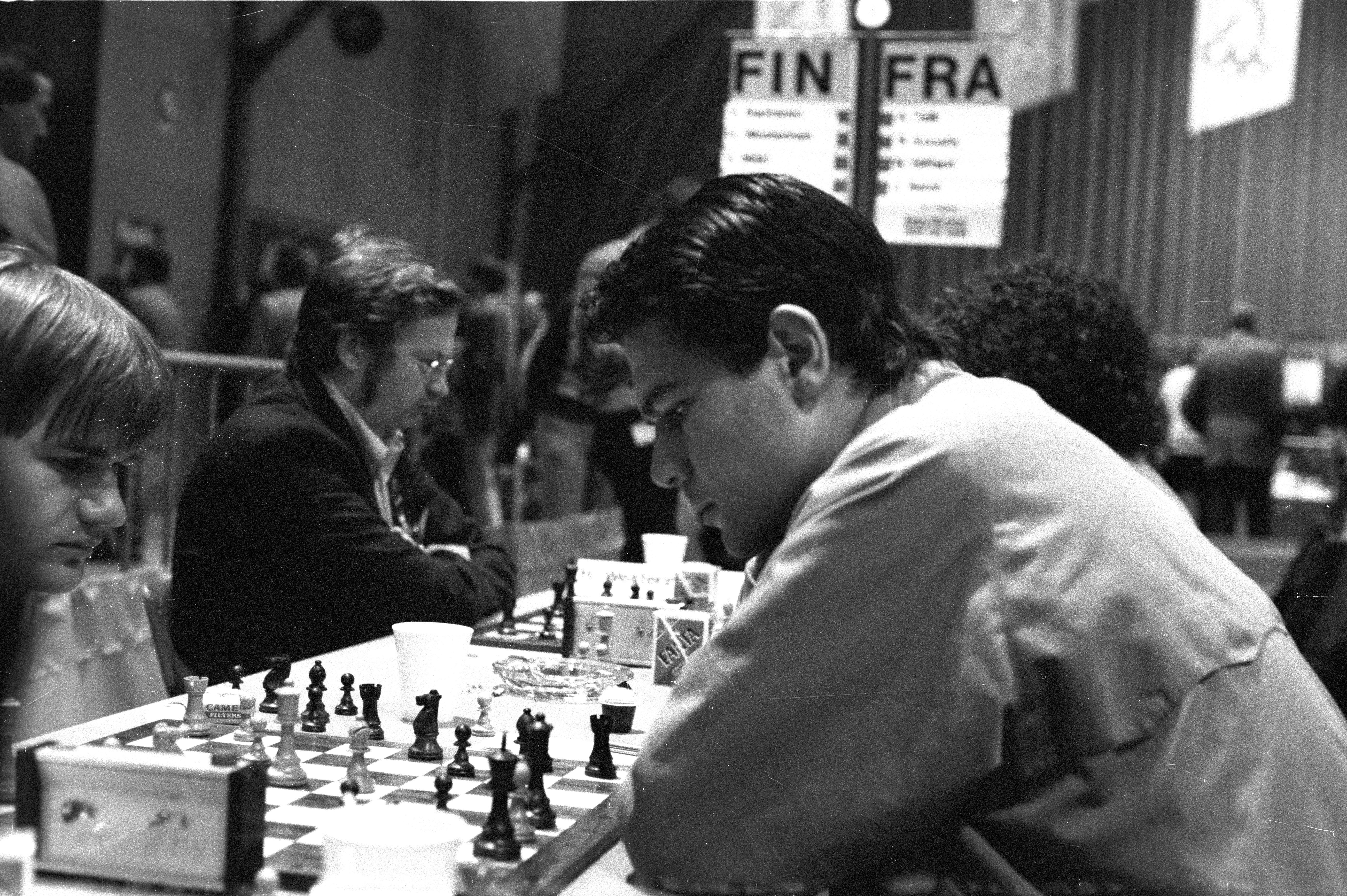
Aldo Haïk (Schacholympiade Luzern 1982)

Aldo Haïk (* 19. Oktober 1952 in Tunis) ist ein französischer Schachspieler.
Haïk gehörte in den 1970er und 1980er Jahren zu den stärksten französischen Spielern. Er gewann 1972 und 1983 die französische Meisterschaft und wurde 1977 als zweiter französischer Spieler (nach André Muffang, dem der Titel 1951 verliehen wurde) zum Internationalen Meister ernannt.
Haïk nahm mit der französischen Nationalmannschaft an den Schacholympiaden 1972, 1978, 1980, 1982, 1984, 1986 und 1988 teil und erreichte dabei 1972 das beste Einzelergebnis am zweiten Reservebrett (außerdem war er auch für die Schacholympiade 1976 nominiert, kam aber nicht zum Einsatz). Weiterhin nahm er mit Frankreich an der Mannschaftsweltmeisterschaft 1985 und der Mannschaftseuropameisterschaft 1989 teil.
Vereinsschach spielte Haïk unter anderem für die Mannschaft von Lyon-Oyonnax, mit der er am European Club Cup 1992 teilnahm, in der deutschen Bundesliga war er in der Saison 1985/86 für die Mannschaft des Hamburger SK gemeldet, blieb aber ohne Einsatz. Haïks Elo-Zahl beträgt 2384 (Stand: August 2019), seine höchste Elo-Zahl von 2475 erreichte er im Januar 1986.
Haïk schrieb die Schach-Kolumne der Zeitung Le Figaro von Juni 1977 bis zur Einstellung der Kolumne im Dezember 2011.

## Werke
- Aldo Haïk: Les Échecs, 4 tournois pour un titre, Un jeune français maître international, Hatier 1978.
- Aldo Haïk: Le Jeu d'échecs, c'est facile, Albin Michel, Paris, 1982, ISBN 978-2-226-01313-2.
- Aldo Haïk und Carlos Fornasari: Les Échecs spectaculaires: 150 chefs-d'œuvre de l'histoire des échecs; Parties, études, problèmes, Albin Michel, Paris 1984, ISBN 2-226-01965-0.